# 祇園 (狭山市)
祇園（ぎおん）は、埼玉県狭山市の町名。現行行政地名は祇園のみ。丁番を持たない単独町名である。住居表示実施地区。郵便番号は350-1307。

## 地理
狭山市の中央部、狭山市駅東口一帯に位置する。

### 地価
住宅地の地価は、2022年の公示地価によれば、祇園37−9の地点で17万4000円/m2となっている。

## 歴史

### 沿革
- 1963年（昭和38年）5月1日 - 現:祇園21−20で狭山事件が発生（当時は大字入間川）。現在はその部分だけ宅地化が行われず、東側からしか進入できない駐車場となっている。
- 1967年（昭和42年）5月1日 - 狭山市大字入間川の一部から祇園が住居表示を実施して成立。
- 1990年（平成2年） - 狭山市駅東口土地区画整理事業が開始。

## 世帯数と人口
2017年（平成29年）9月1日現在の世帯数と人口は以下の通りである。
| 町丁 | 世帯数    | 人口    |
| ---- | --------- | ------- |
| 祇園 | 1,491世帯 | 3,033人 |

## 小・中学校の学区
市立小・中学校に通う場合、学区（校区）は以下の通りとなる。
| 番地 | 小学校                 | 中学校             |
| ---- | ---------------------- | ------------------ |
| 全域 | 狭山市立入間川東小学校 | 狭山市立中央中学校 |

## 交通

### 道路
- 埼玉県道227号狭山市停車場線

### 鉄道
- 西武新宿線狭山市駅

## 施設
- 入間川病院
- 白山神社 (狭山市)
- みずほ銀行
- 狭山市立祇園保育所
- 風の子保育園